# Zeamsone
Zeamsone, właśc. Paweł Świdnicki (ur. 4 kwietnia 2000 w Przemyślu) – polski raper, autor tekstów i producent muzyczny. Współpracował z takimi wykonawcami jak m.in. Jan-rapowanie, Gedz, Young Igi, Young Leosia, Te-tris, Szpaku, Tymek, Wac Toja, Deys, Siles, Koneser, BarTie, Qry, Janusz Walczuk, PlanBe, czy White 2115.

## Życiorys
Rapowanie rozpoczął w wieku ośmiu lat. W 2015 opublikował na YouTube swój pierwszy utwór pt. „Stay Fly”. W 2018 został najmłodszym raperem wybranym do akcji „Młode Wilki”. W 2018 wytwórnia My Music wydała pierwszy album rapera pt. 777. Rok później ukazał się drugi album, Hundred Bands. 6 listopada 2020 ukazał się jego trzeci krążek 734 GUITARS. 29 lipca 2022 wydany został czwarty album rapera, UNIWERSUM, został wydany przez wytwórnię Universal Music Polska. Rok później, 30 czerwca raper wydaje swój piąty album - ???. Kolejny rok później artysta wydał płyte "Wirtuoz" a piosenka promująca płytę to : Cele" płyta wyszła 18 lipca 2024.
Raper od początku swojej kariery samodzielnie nagrywał swoje utwory, pisał teksty oraz miksował i masterował je. Od albumu UNIWERSUM raper Zeamsone zaczął samemu produkować wszystkie swoje utwory. Począwszy od singla „20k” zajął się również produkcją teledysków do swoich utworów.
W 2019 jego singel „Jedna noc” uzyskał status złotej płyty. W 2020 status złotej płyty uzyskały dwa jego kolejne single, „San Andreas” i „bb”. W 2023 status platynowej płyty zdobył singel zapowiadający ??? - „21 gramów”.

## Dyskografia

### Albumy studyjne
| Rok  | Album                                                                                            | Najwyższa pozycja na liście | Certyfikat                 | Sprzedaż       |
| Rok  | Album                                                                                            | POL                         | Certyfikat                 | Sprzedaż       |
| ---- | ------------------------------------------------------------------------------------------------ | --------------------------- | -------------------------- | -------------- |
| 2018 | 777 - Data: 29 września 2018 - Wydawca: My Music - Format: CD, digital download                  | 6                           |                            |                |
| 2019 | Hundred Bands - Data: 11 października 2019 - Wydawca: My Music - Format: CD, digital download    | 7                           |                            |                |
| 2020 | 734 guitars - Data: 6 listopada 2020 - Wydawca: My Music - Format: CD, digital download          | 5                           |                            |                |
| 2022 | Uniwersum - Data: 29 lipca 2022 - Wydawca: Universal Music Polska - Format: CD, digital download | 2                           | - ZPAV: złota płyta        | - POL: 15 000+ |
| 2023 | ??? - Data: 30 czerwca 2023 - Wydawca: Universal Music Polska - Format: CD, digital download     | 1                           | - ZPAV: 2× platynowa płyta | - POL: 60 000+ |
| 2024 | Wirtuoz - Data: 19 lipca 2024 - Wydawca: Universal Music Polska - Format: CD, digital download   | 10                          | - ZPAV: złota płyta        | - POL: 15 000+ |

### Single
Jako główny artysta
| Rok  | Tytuł                                        | Certyfikat                 | Album                            |
| ---- | -------------------------------------------- | -------------------------- | -------------------------------- |
| 2015 | „Stay Fly”                                   |                            | Singel niealbumowy               |
| 2015 | „Trofeum”                                    |                            | Singel niealbumowy               |
| 2016 | „Raincoat”                                   |                            | Singel niealbumowy               |
| 2016 | „Kurtki bomberki”                            |                            | Singel niealbumowy               |
| 2017 | „Wstyd”                                      |                            | Singel niealbumowy               |
| 2017 | „High Life”                                  |                            | Singel niealbumowy               |
| 2017 | „Liczby” (oraz Vitali)                       |                            | Singel niealbumowy               |
| 2017 | „Lambo”                                      |                            | Singel niealbumowy               |
| 2017 | „Brat” (oraz Vitali)                         |                            | Singel niealbumowy               |
| 2017 | „Thrasher”                                   |                            | Singel niealbumowy               |
| 2017 | „Samoloty” (oraz Siles)                      |                            | Singel niealbumowy               |
| 2017 | „Róże”                                       |                            | Singel niealbumowy               |
| 2017 | „Ballada”                                    |                            | 777                              |
| 2017 | „To nie anioł"                               |                            | Singel niealbumowy               |
| 2017 | „Deszcz”                                     |                            | Singel niealbumowy               |
| 2017 | „Śnieg” (oraz Vitali)                        |                            | Singel niealbumowy               |
| 2018 | „bb”                                         | - ZPAV: złota płyta        | 777                              |
| 2018 | „Koleżanki”                                  |                            | Singel niealbumowy               |
| 2018 | „Rosegold”                                   |                            | 777                              |
| 2018 | „Dystans”                                    |                            | 777                              |
| 2018 | „Jedna noc”                                  | - ZPAV: złota płyta        | 777                              |
| 2018 | „ABCD” (oraz White 2115)                     |                            | 777                              |
| 2018 | „San Andreas”                                | - ZPAV: złota płyta        | 777                              |
| 2018 | „Ten trueschoolowy” (oraz Jan-Rapowanie)     |                            | 777                              |
| 2018 | „Metro” (oraz Wac Toja)                      |                            | 777                              |
| 2019 | „Nie interesuje”                             |                            | Hundred Bands                    |
| 2019 | „Trudny"                                     |                            | Hundred Bands                    |
| 2019 | „Sport” (oraz Young Igi)                     |                            | Hundred Bands                    |
| 2019 | „Japanese Hoes” (oraz Deys)                  |                            | Hundred Bands                    |
| 2019 | „Everest” (oraz Gedz)                        |                            | Hundred Bands                    |
| 2019 | „Brudne myśli” (oraz Tymek)                  |                            | Hundred Bands                    |
| 2019 | „GANZ” (oraz Vitali)                         |                            | Hundred Bands                    |
| 2020 | „Sweet Dreams”                               |                            | Singel niealbumowy               |
| 2020 | „Dom”                                        |                            | Dom / What a Time to Be Alive EP |
| 2020 | „What a Time to Be Alive”                    |                            | Dom / What a Time to Be Alive EP |
| 2020 | „420 Freestyle (Gwiezdny pył)”               |                            | Singel niealbumowy               |
| 2020 | „Moi ziomale”                                |                            | Singel niealbumowy               |
| 2020 | „Maybach”                                    |                            | 734 Guitars                      |
| 2020 | „Gitara mi gra” (oraz obi i Bryan)           |                            | 734 Guitars                      |
| 2020 | „Ostatni dzień wakacji” (oraz Siles)         |                            | 734 Guitars                      |
| 2020 | „Manekiny”                                   |                            | 734 Guitars                      |
| 2020 | „Rancho” (oraz Vitali)                       |                            | 734 Guitars                      |
| 2020 | „Dotknij”                                    |                            | 734 Guitars                      |
| 2020 | „Dior” (oraz be vis)                         |                            | 734 Guitars                      |
| 2020 | „Luksusowe relacje” (oraz waima i Kruzzo)    |                            | Singel niealbumowy               |
| 2020 | „Drunk Tesla” (oraz BRAT)                    |                            | 734 Guitars                      |
| 2021 | „Palm Angels”                                |                            | Uniwersum                        |
| 2021 | „BIO”                                        |                            | Uniwersum                        |
| 2022 | „Kominiarka Nike”                            | - ZPAV: złota płyta        | Uniwersum                        |
| 2022 | „High Right Now”                             |                            | Uniwersum                        |
| 2022 | „Poszło” (oraz VNM)                          |                            | Uniwersum                        |
| 2022 | „Dubai”                                      |                            | Uniwersum                        |
| 2022 | „Cena ambicji”                               | - ZPAV: platynowa płyta    | Uniwersum                        |
| 2022 | „Uniwersum”                                  |                            | Uniwersum                        |
| 2022 | „20k”                                        | - ZPAV: złota płyta        | ???                              |
| 2023 | „21 gramów”                                  | - ZPAV: platynowa płyta    | ???                              |
| 2023 | „Tsunami” (gośc. Qry)                        |                            | ???                              |
| 2023 | „Więzień wizerunku”                          | - ZPAV: złota płyta        | ???                              |
| 2023 | „5 influencerek”                             | - ZPAV: diamentowa płyta   | ???                              |
| 2023 | „Chciałem to na Intro” (oraz BarTie)         |                            | ???                              |
| 2023 | „4TB” (gośc. asster)                         | - ZPAV: złota płyta        | ???                              |
| 2023 | „Perfidia”                                   |                            | Wirtuoz                          |
| 2024 | „Nie jestem romantyczny”                     | - ZPAV: złota płyta        | Wirtuoz                          |
| 2024 | „Cele”                                       |                            | Wirtuoz                          |
| 2024 | „4 rano”                                     | - ZPAV: złota płyta        | Wirtuoz                          |
| 2024 | „7 dam”                                      | - ZPAV: 2× platynowa płyta | Wirtuoz                          |
| 2024 | „Nie chcę przestać się bawić” (gośc. Szpaku) | - ZPAV: złota płyta        | Wirtuoz                          |
| 2024 | „Polityka dzielnicy”                         |                            | Wirtuoz                          |

Jako artysta gościnny
| Rok  | Tytuł                                     | Certyfikat          | Album |
| ---- | ----------------------------------------- | ------------------- | ----- |
| 2018 | „Jungla” (MIYO; gośc. Zeamsone, Merghani) | - ZPAV: złota płyta | MIYO  |
| 2024 | „Drugi raz” (Qry; gośc. Zeamsone)         | - ZPAV: złota płyta |       |

### Inne certyfikowane utwory
| Rok  | Tytuł                                   | Certyfikat          | Album   |
| ---- | --------------------------------------- | ------------------- | ------- |
| 2024 | „Deszcz pieniędzy” (gośc. Young Leosia) | - ZPAV: złota płyta | Wirtuoz |